# Pleurogonium inerme
Pleurogonium inerme is een pissebed uit de familie Paramunnidae. De wetenschappelijke naam van de soort is voor het eerst geldig gepubliceerd in 1882 door Georg Ossian Sars.